# Quadrella dressleri
Quadrella dressleri är en kaprisväxtart som beskrevs av Cornejo och Iltis. Quadrella dressleri ingår i släktet Quadrella och familjen kaprisväxter. Inga underarter finns listade i Catalogue of Life.